# Frisbee freestyle
Il frisbee freestyle (flying disc freestyle) è una disciplina sportiva del frisbee caratterizzata da spettacolarità, creatività e libertà di azione. Consiste in esercizi acrobatici, evoluzioni e coreografie su base musicale.  È possibile praticare questo sport da soli o in gruppo, indoor o all'aperto, a livello agonistico o a scopo ricreativo, inoltre essendo concepito come sport spettacolare, diventa protagonista di show, apparizioni TV e attività di intrattenimento. Veloce e fluido, ricorda in molte mosse le arti marziali e la danza.

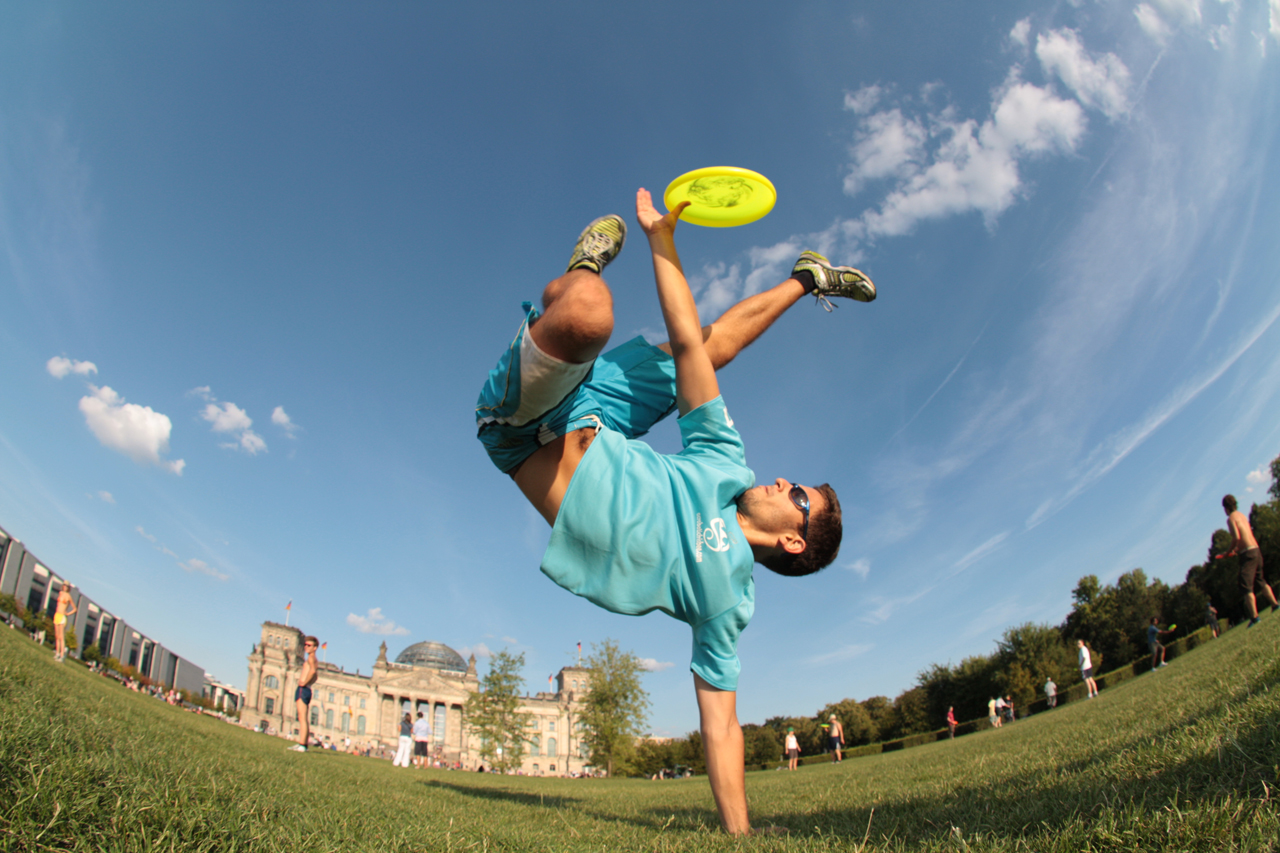
Un freestyler professionista durante una presa acrobatica.

Durante una esibizione o una gara, i frisbee vengono lanciati dai giocatori con impressa una forte rotazione, tramite la quale è possibile tenere il disco in equilibrio con l'unghia (nail delay o delay), per poi coinvolgerlo in trick e varie figure attorno al corpo, colpirlo con mani e piedi, farlo scorrere lungo le braccia, passarlo ad altri giocatori, fermarlo con prese acrobatiche. I team sono formati da due atleti per le categorie Open, Mixed e Women Pairs e da tre atleti per la categoria Co-op. La categoria individuale (più rara e non formale) è invece lo Shred.
Oltre che un sistema di numerosi tornei in tutto il mondo (FPAW - Campionati mondiali, europei, americani e molti altri minori), esiste una classifica internazionale, il ranking dei giocatori che partecipano ai tornei ufficiali che l'FPA (Freestyle Players Association) si incarica di gestire.

## Storia
I dischi volanti in plastica arrivarono per la prima volta sul mercato nel 1948. Prima di allora, le persone giocavano con dischi di tutti i tipi: teglie a torta; latte per dolci; coperchi di contenitori di gelato in cartone; coperchi di contenitori di biscotti, popcorn e ciliegie, e praticamente qualsiasi altro oggetto a forma di disco tenuto in mano. In particolare, i contenitori delle torte della 'Frisbie Pie Company' erano molto usati come dischi da lanciare; da qui deriva l'odierno nome Frisbee.
Nessuno sa veramente chi sia stata la prima persona a lanciare un oggetto simile al disco, e sarebbe impossibile scoprirlo. Tuttavia, il primo esempio documentato di un'attività organizzata con un disco volante è stato scoperto da Victor Malafronte mentre faceva ricerche per il suo libro 'The Complete Book of Frisbee'. Nel 1926, a Bladworth, nel Saskatchewan, in Canada, Ronald Gibson e un gruppo di compagni di scuola elementari di Bladworth crearono un gioco che chiamarono "Tin Lid Golf". Giocarono il gioco su un terreno abbastanza regolare fino a quando terminarono la scuola superiore e andarono a separarsi. Il libro di Victor fornisce resoconti di casi simili di giochi con coperchi dei contenitori in metallo e simili degli anni '30, '40 e '50.

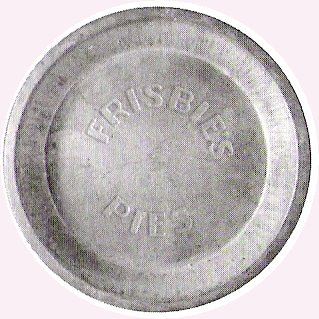
Contenitore delle torte 'frisbies', da dove deriva l'odierno nome Frisbee.

Anche dopo che i primi dischi volanti di plastica si sono resi disponibili, non ci sono molte storie documentate di giocatori di Frisbee che fanno "freestyle" fino al 1968 circa. Un'eccezione notevole è il giovane Dan Roddick e suo padre, "Papa Jack" Roddick. Papa Jack regalò a Danny, un bambino di 5 anni, un disco volante di plastica originale di Fred Morrison per Natale, nel 1953. Quel pezzo di plastica divenne parte delle loro normali attività di divertimento in famiglia. Papa Jack e Dan sono diventati piuttosto abili con lanci e prese fantasiose, tanto che alla Fiera Mondiale di Seattle del 1962 furono invitati a partecipare con il team di dimostrazione di frisbee Wham-O. Il team li ha ispirati a scoprire le potenzialità del gioco. Tre anni dopo, alla Fiera Mondiale di New York, Dan e Papa Jack si unirono di nuovo con il team Wham-O di Frisbee, e furono in realtà più avanzati con le loro abilità di lancio e cattura rispetto al team di dimostrazione stesso.
Verso la fine degli anni '60 e l'inizio degli anni '70, il gioco del disco (frisbee) era diventato un passatempo popolare negli Stati Uniti, sviluppandosi in varie discipline come double disc court, disc guts, ultimate, disc golf, ed il freestyle frisbee. Ai tempi, la maggior parte dei giocatori di frisbee partecipava a tutte le varie discipline. Il Freestyle è iniziato negli anni '60 con alcuni giocatori come Victor Malafronte, John "Z" Weyand, Ken Westerfield, Kerry Kollmar e Dan Roddick che tentavano di eseguire prese, tricks e lanci complessi.
Il freestyle è stato introdotto come propria disciplina competitiva, con la prima competizione di Freestyle Frisbee nel 1974, ai campionati canadesi Open Frisbee successivamente a Toronto, in Ontario, e ai campionati di Vancouver Open Frisbee, BC.
Nel freestyle inizialmente, prima dell'invenzione del "nail delay" (controllo con l'unghia), le possibilità di prese dipendevano dal tiro dato dal compagno, quindi sempre improvvisato e imprevedibile. Questo tipo di freestyle veniva praticato fra due giocatori distanti tra loro 30-35 metri, i tiri erano veloci, vari e le prese erano dirette, tranne che per qualche calcio occasionale o qualche 'brush' (vedi 'Equipaggiamento, gioco e manovre di base'), raramente con pause fra tiro e ritorno.
A livelli avanzati, i lanci e le prese diventavano (come oggi) un flusso continuo, una volta padroneggiate le basi.

Una delle prime manipolazioni del disco chiaramente freestyle era il 'tip', l'atto di puntare rapidamente le dita sul fondo del disco per mantenere o modificare la sua posizione senza prendere il disco o lasciarlo cadere a terra. Questa tecnica nasce all'inizio degli anni '70, diventando più popolare e perfezionata nel 1975. I tip portarono presto alla nascita del 'nail delay', considerato da molti come l'inizio del freestyle moderno. L'invenzione nail delay è stata contestata, ma la sua prima apparizione nel torneo si è verificata quando Freddie Haft eseguì il delay nell'evento Pairs di freestyle al Flying Disc Open (AFDO) del 1975 a Rochester, NY. Questo è stato il primo evento di freestyle frisbee negli Stati Uniti. Il delay comporta il bilanciamento del disco sull'unghia mentre il disco continua a girare. Questa tecnica consente ai freestyler di cambiare la traiettoria di volo del disco ed eseguire numerose manovre, tecniche, restricted pull, turnover.

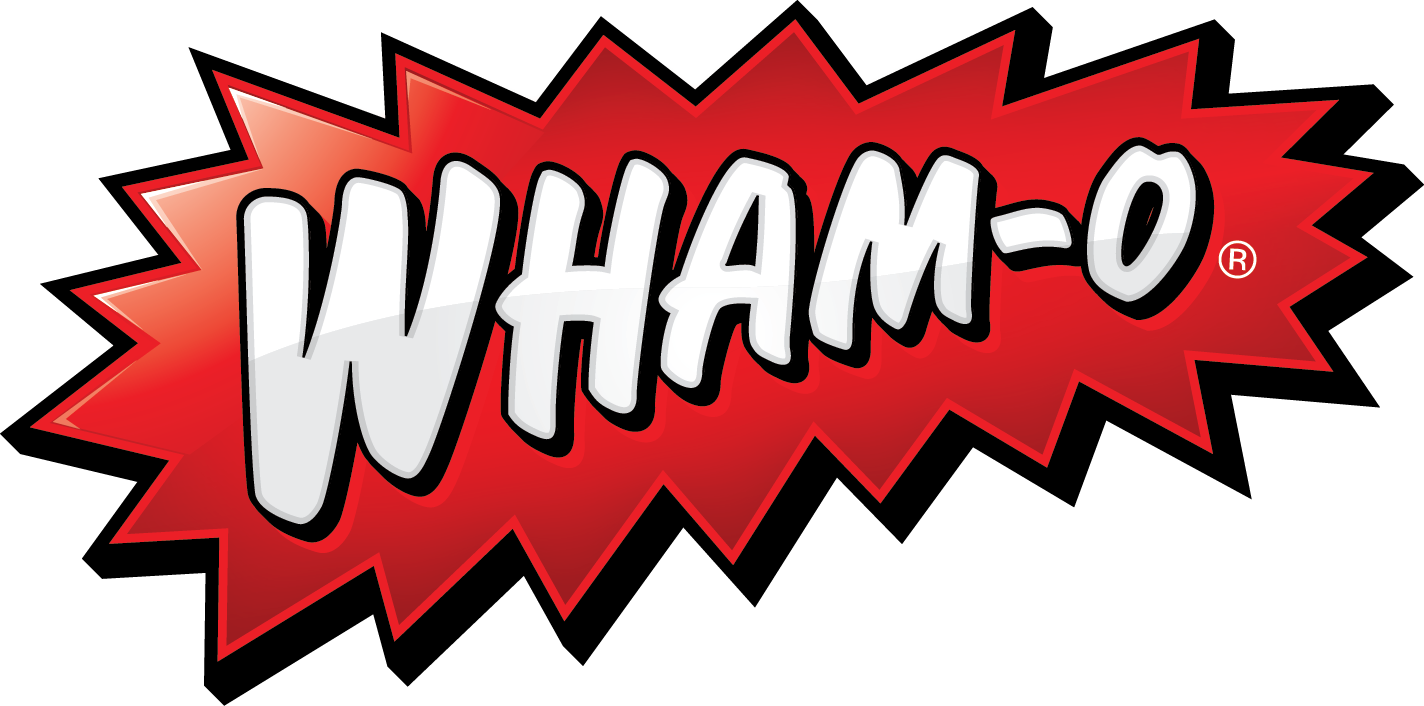
Logo della Wham-o.

L'apice del freestyle come impresa commerciale e popolare fu tra la fine degli anni '70 e l'inizio degli anni '80, quando Wham-O sponsorizzò circuiti di tornei importanti che culminarono nel Rose Bowl, un evento di frisbee con una componente freestyle prominente. I giocatori esperti raccoglievano punti in tornei più piccoli per avere poi un posto nel Rose Bowl. Le apparizioni famose includono le leggende del freestyle Johnny Dwork, Joey Hudoklin, Donnie Rhodes, Bill Wright e Jens e Irwin Valasquez.
Nel 1981, Wham-O cambiò gestione e tolse i suoi finanziamenti dal freestyle. Successivamente, la crescita del freestyle diminuì drasticamente, con il gioco per lo più limitato agli americani introdotti nello sport nei suoi primi due decenni. Alla fine degli anni '90, il freestyle sembrava essere in declino quando iniziarono ad affacciarsi allo sport nuovi giocatori.
Verso la metà degli anni 2000, lo sport ha sperimentato una ripresa della crescita soprattutto in Europa, Sud America e Giappone. La causa di questa rinascita è discussa, ma la maggior parte attribuisce la crescita al Paganello (un grande torneo ultimate italiano che ha sponsorizzato di conseguenza il freestyle), l'impatto di giocatori americani in tournée come Jens e Irwin Valasquez, Tom Leitner e Sune Wentzel (come parte di un tour Nike), e un popolare spot Nike con due leader freestyler americani, Dave Murphy e Dave Lewis. Oggi il freestyle ha una rinnovata popolarità negli Stati Uniti, in quanto i jammer di tutto il paese cercano di emulare la prodigio Emma Kahle (alias M-Maw), così come in Germania, Repubblica Ceca, Italia, Giappone, Israele, Colombia, Polonia.

## Equipaggiamento, gioco e manovre base
Il freestyle viene eseguito solitamente con un disco da 160 grammi (il più usato è lo skystyler della discraft) più leggero, più largo e con bordi più alti rispetto ai dischi da ultimate.
Il disco può essere bagnato con qualche tipo di lubrificante o spray (preferibilmente a base siliconica), per facilitare il nail delay, consentendo al disco di girare più a lungo. Nelle competizioni di freestyle, i giocatori indossano unghie finte realizzate in vari materiali: acrilico, alcuni materiali organici come ossa o palchi e altre plastiche, che sono incollate sulle unghie durante il gioco, anche se non sono strettamente necessarie. Se si parla di throw and catch (Speedflow) non è necessario l'uso di attrezzature (spray e unghie in plastica), non utilizzando la tecnica del nail delay.

### Tiri - Throws
I tiri sono la base di tutte le discipline del frisbee. I freestyler spesso incorporano diversi tipi di lanci per aggiungere difficoltà e stile, oltre a creare vari tipi di spin e angoli. I tiri di base includono il rovescio, il braccio laterale (dritto), il polso a rovescio e il capovolgimento. Tiri più avanzati includono lanci MAC, ciechi, ristretti e speciali (qualsiasi lancio che consiste nel colpire la parte superiore del disco a metà volo con un arto libero, come la mano opposta, il piede o il gomito, per creare spin extra, rallentare la velocità, e cambia l'angolo).
In generale, più il tiro ha rotazione, più sarà stabile; a maggior ragione nel freestyle, più il tiro ha spin, più tricks potrò eseguire poiché riuscirò a tenere il delay più a lungo.

### Prese - Catches
Le prese sono la parte conclusiva delle azioni nel Freestyle. Esse Sono generalmente suddivise in due categorie sovrapposte: cieche e limitate.
Le catture cieche sono quelle in cui il giocatore non può vedere il disco entrare nella mano (come la scarecrow o la triple fake).
Le prese limitate comportano il posizionamento della mano attorno a una parte del corpo, ad esempio sotto la gamba o dietro la schiena. Una delle più famose e iconiche prese del freestyle si chiama "gitis" e consiste nel prendere un disco con una mano sopra e attorno alla gamba opposta.
Qui entra in gioco la spettacolarità del Freestyle, creando prese aeree ed acrobatiche; nei livelli più alti i giocatori aggiungono delle piroette con il corpo prima delle prese, per aumentare difficoltà e spettacolarità degli esercizi.

### Delay
Si usa il termine delay (ritardo) in riferimento al il ritardo che i freestyler creano fra il tiro e la presa tenendo il frisbee in equilibrio.
Il delay comporta il bilanciamento del disco sull'unghia (o occasionalmente denti, piedi e gomiti) al fine di manipolare la posizione del disco.
A seconda del lancio il disco avrà rotazione oraria o antioraria: le reazioni del disco di conseguenza uguali ma dal lato opposto, quindi speculari. La maggior parte dei giocatori ha una preferenza di rotazione, ma quelli più avanzati riescono ad eseguire manovre con entrambi gli spin.
Il delay è caratteristico di uno stile freestyle più moderno e tecnico, che usa il delay per eseguire manovre più complicate come i turnover e le mosse "contro lo spin", manipolazioni che utilizzano l'angolo e l'attrito applicato per forzare il disco in una direzione contraria al suo spin (una tecnica inventata e padroneggiata da Skippy Jammer).

#### Center Delay
Questa tecnica permette di tenere in equilibrio il frisbee sull'unghia, continuando a spostare il dito in senso circolare per manterlo stabile. Ci vuole pratica per acquisire il center delay, ma è la base per creare trick avanzatie per far perdere meno rotazione al disco.

#### Rim Delay
Quando il disco viene agganciato con l'unghia sul bordo, facendolo girare nel verso dello spin dato dal tiro.
Con questa tecnica si realizzano molte mosse consecutive, oltre che i turnover, vari tipi di set, gli against the spin.
Non è difficile capire come funziona il disco in rim delay, basta seguire la rotazione del frisbee, ma questo perderà velocità di rotazione molto velocemente.

### Tips
Questa tecnica viene eseguita colpendo il centro del disco con varie parti del corpo per far "saltare" il disco, cercando di mantenere l'angolo del disco (solitamente flat) e la sua rotazione. Il tip viene eseguito con punte delle dita, gomiti, ginocchia, piedi e anche la parte superiore della testa. La famosa combinazione di tip di Joey Hudoklin è considerata il massimo di questa tecnica.

### Brush
Il brush comporta lo scorrimento tangenziale del disco nel senso della rotazione dello stesso. Il brush può essere eseguito con le mani, le ginocchia e i piedi.
Questa tecnica si usa per ridare rotazione al disco, per stabilizzarlo, passarlo ad un compagno, o creare una sequenza di brush (sotto le gambe, dietro la schiena..)
Il concetto è molto simile a quello nel calcio per dare l'effetto al tiro, facendo girare il pallone per creare parabole.

### Roll
Il roll, eseguito per la prima volta da Ken Westerfield nel 1975, viene eseguito facendo scorrere su qualsiasi parte del corpo. La variante più comune è il 'chest roll' (da una mano passando sul braccio, sul torace, all'altro braccio e all'altra mano) o il 'back roll' (sulla schiena). I roll sono una componente che lascia molta creatività ai giocatori, potendo far scorrere il disco su qualsiasi parte del corpo in svariati modi, posizioni e angolazioni.

### Ribaltamenti - Turnovers
Una rotazione viene eseguita quando il disco viene ribaltato letteralmente sottosopra. Il turnover è un aspetto tecnico, popolare e moderno del gioco che richiede una leva appropriata, un punto di rotazione ed un "cambio di rotazione": girando il disco sottosopra otterremo un cambio di rotazione del disco da antiorario a orario o viceversa.
Anche per questa tecnica i giocatori si possono sbizzarrire nel creare vari modi per capovoltare il frisbee.

### Cuff
I cuff vengono utilizzati per cambiare l'angolazione del frisbee, senza toccare la parte inferiore con le dita, usando solitamente la parte superiore della mano, ma anche varie altre parti del corpo. Possono essere usati come set, passaggi, semplici aggiustamenti di angolo, turnover ecc...
È una tecnica molto usata ed utile quando si gioca con il vento.

## I tornei e le competizioni
Il campo è una area delimitata di almeno 12 metri quadrati, la superficie può essere erbosa, di cemento, una pedana di legno, o anche di altri tipi, purché stabili e non sdrucciolevoli. Si può praticare quindi sia indoor che outdoor, sempre che le condizioni meteorologiche lo concedano: pioggia e vento a raffiche non sono di sicuro d'aiuto.
La squadra (coppia o trio) esegue una performance su una base musicale. Il disco più usato è il Discraft Sky-Styler 160gr. La maggioranza dei giocatori usa unghie finte e silicone spray per ridurre l'attrito della rotazione del disco quando viene tenuto in equilibrio sull'unghia.
In un torneo, tutte le squadre iscritte ad una categoria vengono suddivise in due gruppi (pool). Mentre il gruppo A gioca, saranno i giudici presenti nel gruppo B a giudicare; e quando il gruppo B gioca, sarà il gruppo A passare in giuria. I primi classificati dei gruppi avanzano alle finali e i giudici più esperti tra le squadre non qualificate giudicheranno i gruppi finalisti. Sono infatti gli stessi giocatori che vanno a comporre la giuria.
Nel caso di tornei con un discreto numero di partecipanti, ci saranno più gruppi (pool) e più fasi di qualificazioni.
Ecco i maggiori tornei di freestyle frisbee nel mondo (in ordine di date), tenendo presente che ogni anno i tornei potrebbero subire variazioni, non ripetersi, o crearsene di nuovi, magari occasionali
- In Den Hallen (Karlsruhe, Germania)
- Frisbeer Cup (Praga, Repubblica Ceca)
- Paganello (Rimini, Italia)
- The Jammers (Jacksonville, Florida)
- A.F.O. American Frisbee Open (U.S.A.)
- E.F.O. European Frisbee Open (Europa)
- German Freestyle Disc Championship (Germania)
- I.F.O. Italian Frisbee Open (Italia)
- Virginia State Championship (V.A.)
- Amsterjam (Amsterdam, Olanda)
- FPAW, Mondiali (varia di anno in anno)
- SandSlash (Debki, Polonia)
- Anzio Jam (Capocotta, Italia)
- Beach Stylers (San Diego)
- Jam Britannia (Inghilterra)
- Lazzaroni (Bologna, Italia)
- 1234 Season Winter/Spring/Summer/Autumn Hat Tournament (Berlino, Germania)

## Come si giudica
Giudicare è molto più difficile dello stesso competere, dato che è indispensabile saper riconoscere la complessità tecnica e l'originalità di ogni movimento.
Ogni giocatore partecipante ad un torneo si impegna a giudicare obiettivamente, senza pregiudizi e preferenze personali, e ad essere giudicato a sua volta dagli altri partecipanti. Questo è parte di quello che i giocatori chiamano “Spirito del Gioco” (rappresenta una delle più forti componenti educative della disciplina e viene anch'esso considerato come componente principale dello sport, tant'è che ad ogni torneo viene assegnato un apposito premio ad un giocatore, votato da tutti i partecipanti).
La routine dura 3, 4 o 5 minuti a seconda della categoria e viene cronometrata a partire dalla prima tecnica utilizzata del disco.
La giuria è composta dagli stessi giocatori, per lo spirito di fairplay che lo sport promuove e per il fatto che sono i più adatti a giudicare la difficoltà, l'impressione artistica e gli errori di gioco.
Il sistema di giudizio ufficiale è quello fornito dalla associazione internazionale FPA, Freestyle Player Association.

### Esecuzione (Execution)
I giudici di Esecuzione tolgono dal punteggio massimo di partenza (10 per una routine perfetta) 0.5 se il frisbee colpisce il pubblico o la giuria, un errore molto grave, 0.3 ogni volta che il disco cade interrompendo il flow, mancando completamente la presa, 0.2 quando avviene una presa senza alcun trick, a due mani, o per cadute con impatto minore sulla fluenza della routine e 0.1 per ogni imprecisione minore.

### Impressione Artistica (Artistic Impression)
Per l'Impressione Artistica vi sono alcune sottocategorie che vanno giudicate sempre da 0 a 10:
- Gioco di Squadra (Teamwork)
- Coreografia Musicale (Music choreography)
- Forma (Form)
- Fluidità (Flow)
- Varietà (Variety)
- Impressione Generale (General Impression)

### Difficoltà (Difficulty)
I giudici di Difficoltà assegnano un voto da 0 a 10 ogni 15 secondi (mark) tenendo conto della difficoltà e del rischio delle figure e movimenti che si sono svolti in quell'arco di tempo. Gli esercizi più difficili comprendono molte piroette, e spesso l'utilizzo di più dischi contemporaneamente. La difficoltà nel giudicare questa sezione è il riuscire a dare un voto coerente a tutti gli esercizi svolti all'interno di un mark, non del singolo esercizio.
Assegnando sempre un voto da 0 a 10, il punteggio finale della routine è dato dalla somma dei punteggi delle tre giurie.

## Frisbee Freestyle in Italia
In Italia l'organo sportivo di riferimento è la FIFD, la Federazione Italiana Flying Disc, anche se si riferisce più all'Ultimate (sport).

### Storia
La storia del Frisbee freestyle italiano è legata a due personaggi chiave e ai loro due rispettivi centri di gioco: Valentino de Chiara a Milano e Clay Collerà a Rimini. Il primo di ritorno da un viaggio negli USA fondò la prima associazione di Frisbee in Italia. Il secondo, dopo una visita a Milano, fece propria la disciplina e la diffuse un po' ovunque, continuando a praticarla negli ultimi 30 anni. Seguirono tornei, dimostrazioni, spettacoli, l'invenzione del Paganello (tuttora uno dei più grandi eventi di frisbee al mondo, ogni anno a Rimini). Verso la fine degli anni 90, questi due pionieri hanno poi permesso una nuova rinascita dello sport, grazie anche ad una nuova ondata di interesse e al Nike Freestyle Tour. Poi, grazie al Paganello, il primo mondiale è stato ospitato in Italia, a Rimini nel 2003. Fino alla vittoria dei mondiali ottenuta nel 2007 proprio da 3 ragazzi e 2 ragazze italiani, che hanno vinto rispettivamente il titolo Open Co-op e quello Women Pairs. Primati ripetuti poi anche nel 2008 (categoria Co-op) e 2009 (categoria Open Pairs e Mixed Pairs).
Nel 2012 i mondiali si sono tenuti a Riccione, nel 2017 a Udine e nel 2022 a Milano.